# ピンポン!
『ピンポン!』は、2006年10月2日から2009年3月27日までTBS系列（JNN）で、生放送されていた平日昼の情報・ワイド番組である。
総合司会は福澤朗が務める。スタジオが変わる「JNN NEWS」以外は、全編ステレオ放送を実施した。ハイビジョン制作。
放送時間は、平日（祝日も含む）11:00 - 13:00（JST）。11:30までは番販（ローカルセールス枠）扱いで、11:30 - 11:50は、ネットワークセールス枠としてJNN協定が適用される。詳しくは後述（毎日放送などのフルネット局も、特番放送時は11:30開始）。TBSテレビではもうすぐピンポン!という直前ミニ番組（10:50 - 11:00）も放送していた。

## 番組スタートまでの概要・経緯
2005年春の“TBS平日ワイド大改編・昼の変”として、平日昼前の「JNN NEWS枠」と「平日正午枠」を再度統合して、『きょう発プラス!（以降：きょう発）』がスタートしたが、それが発展的な終了を迎えるためにスタート。前身の「きょう発」で総合司会を務めてきたホンジャマカの恵俊彰が、14時台の新番組『2時っチャオ!』に移るため、元日本テレビアナウンサーで、現在はフリーアナウンサーの福澤朗をこの時間帯の総合司会として迎え入れ、番組タイトルも『ピンポン!』に改めてスタートする。
番組タイトルの「ピンポン!」は司会の福澤が中学・高校時代卓球部に所属していたことに由来する。
これにより、福澤のTBSでのレギュラー番組は土曜日の『人間!これでいいのだ』（2007年2月24日終了）に次いで2本になる上、みのもんたや小倉智昭（土曜日の『ハッケン!!』は一部地域のみで、日曜日に放送されていた『いまどき!ごはん』は2007年3月25日に終了）、加藤浩次と同様に全曜日のテレビ番組に出演した。
スタジオでは、女性限定で観客が観覧することが出来た。
またTBSでは、この番組の前の10:50 - 11:00に『もうすぐピンポン!』が放送される（前の平日にJNN報道特別番組が入ることに伴って『愛の劇場』・『ひるドラ』の振替放送がある日は10:55 - 11:00の短縮放送）。
報道特別番組放送時は、通常11:30から放送する局については、11:00からフルネットでの放送に変更されることがある（11:00 - 11:30の第1部は報道特別番組扱いで放送）。
キーワードは「ピンポン!をすれば、何かが見える。」、「日本の今を伝える。」。
開始当初の番組内人名テロップには、下段にその人の名前が、上段には年齢や星座・血液型、ポジションなどが表示されていた。

### 初日の出来事
福澤は、ウケを狙ったのか、本気で言ったのかは定かではないが、「ご覧になっていらっしゃるみのもんたさん（『午後は○○おもいッきりテレビ（当時）』の総合司会）、タモリさん（『森田一義アワー 笑っていいとも!』の総合司会）、今日からこの時間参入させていただきます」と決意表明の挨拶をした。翌10月3日には、訂正として、「大和田獏さん（当時『ワイド!スクランブル』のメインキャスター）を忘れていた」として改めて大和田にも挨拶をした。そして、Mr.マリックが生出演した（この日の特番の番組宣伝も兼ねて）。

## 番組概要
すべてJNN系列各局で放送。フルネット局は一時増加する情報もあったが、結局は「きょう発プラス!」と同じ山陽新幹線沿線のエリア＋高知県（事実上西日本ブロックネット）という構図に収まった。2007年7月9日から、テレビユー山形でも11時台のネットを開始した。
「きょう発プラス!」では11:30に行っていた飛び乗りネット向けの挨拶は、飛び乗りポイントではなく11:57頃の第2部開始時に行われる。但し2007年4月16日からは、ニュースのヘッドライン後でも長岡杏子が「こんにちは、お昼のニュースです」と挨拶している。
飛び乗り局向けの簡易タイトル表示も「きょう発 - 」では飛び乗りポイントの11:30だったのに対し、この番組では挨拶同様、第2部開始時に表示される。
「ハイビジョン制作」の表示は、フルネット開始時間帯の11:30に行われる。通常、TBSで字幕放送とハイビジョン制作の両方を実施している番組は、右上隅に「字幕」、その下に「HV ハイビジョン制作」と表示されるが、開始から2006年11月頭までは、右上隅に「HV ハイビジョン制作」、その下に「字幕」と表示されていたが、1か月経った頃から2007年3月30日までは、他の番組と同表示になった。しかし、2007年4月2日からは、再度、開始時と同じ、右上隅に「HV ハイビジョン制作」、その下に「字幕」と表示され出した。これは、字幕放送をニュースコーナーだけで実施するという配慮からであるものと思われたが、2週間後の2007年4月16日より、再度右上隅に「字幕」、その下に「HV ハイビジョン制作」と表示されている。2008年6月頃から「HV ハイビジョン制作」の表示がなくなり（TBS系の全HD制作番組でも同様の措置）「字幕」のみになった。
祝日に全国ネットの単発特番を編成時、全局一斉に11:30開始になる場合がある。
毎日放送は4月中に選抜高等学校野球大会の準決勝と決勝が放送されるため、番組本編は休止になる（JNN協定適用の「JNN」NEWSだけは、全国ネットしなければならないためその間中断）。2007年は4月2日放送分は準決勝中継で11:30 - 11:58まで、翌3日放送分は決勝戦中継で11:00 - 11:58までの放送となった。また岐阜代表が決勝に進んだ関係で中部日本放送も決勝戦をネットしたので11:30 - 11:58のJNN NEWS枠のみのネットとなった。
中国放送は例年5月3日にひろしまフラワーフェスティバル花の総合パレードの模様を中継するため、第2部を遅れネット（2007年は14:52 - 15:54）もしくは休止する。
フルネットの山陽放送は8月13日から4日まで『ウルトラマンマックス』の再放送を実施するため第1部が休止になった。翌2008年も8月5日から『ウルトラマンメビウス』の再放送を実施するため第1部を休止している（なお、4日に人権啓発アニメを放送した関係で1部休止している）。
2008年1月4日は､通常11:30から飛び乗りの山陰放送も11:00からフルネット放送をした｡
番組は2009年3月末を以って終了し、3月30日より後継番組として『2時っチャオ!』の総合司会（前番組『きょう発プラス!』、前々番組『（特）情報とってもインサイト』の総合司会者でもある）である恵俊彰と同時期に終了した夕方枠の『イブニング・ファイブ』のキャスターを務めた小倉弘子を初代総合司会に据えた大型情報番組『ひるおび!』がスタートした。

## コーナー

### 10:50 もうすぐピンポン!
放送時間は、10:50 - 11:00までで、「ピンポン!」の前座番組でもある。東京放送のみ放送。開始初期は山陽放送でも火曜日のみ視聴できていたが11月になってから打ち切られた。
ショッピンポン!
島崎和歌子とほっしゃん。によるTBSショッピング。1日にかなりの本数を収録するらしく、調子のいい時は20本撮りを行うとの事。
- 2008年3月まで、細木数子の六星占術による「チョット言うわよ!」があったが、『ズバリ言うわよ!』終了とともに廃止され、約2分終了が早まった。（※後述）

※11時開始の系列局では、2007年9月3日現在該当時間に放送されているのは以下の通り。
- テレビユー山形…天気予報
- 毎日放送…らいよんチャンネル・板東英二の欲バリ市場（自社制作のテレショップ番組）
- 山陽放送…アレアレRSK（番宣番組）・テレショップ（通販会社制作・番組表記はない）
- 中国放送…月曜日：イブふぉーMonday（9:55～11:00）・火曜日 - 金曜日：テレショップ（通販会社制作）
- テレビ山口…テレショップ（通販会社制作）
- テレビ高知…かっとびインフォメーション
- RKB毎日放送…今日感ももピッ!

### 11:00 ピンポン! 第1部
- 11:00 オープニング（※一部地域では10:58.30に芸能ニュース2本でスタート）

Dスタジオから。OAサブもDサブ。
福澤と木村が正面に、曜日パートナー（福澤は「ピンポン!パートナー」と呼称する）とコメンテータはすでに過去の12時台のように、すでに席についている状態からスタートする。軽くその日話題に触れた後、全員で※2タイトルコールを行い、福澤が「新しい扉を開けましょう」と番組がスタートする。その後いったんCMに入る。なお、提供クレジット部では、小森谷が二畳シンブンを開くシーンが確認できる。
＜参考：番組開始 - 2007年3月＞福澤・木村の両司会者とピンポン!パートナー、曜日コメンテーターの4人が登場（※1当初、福澤・木村とピンポン!パートナーが登場した後、コメンテーターが登場していた）していた。なお、冒頭の登場部分だが、大きな事件事故があった時は番組冒頭で伝える為、福澤・木村・パートナー・コメンテーターが最初からスタジオにいる。
- 11:06 こだわり二畳シンブン!

畳2畳分に拡大された新聞（一般紙・スポーツ紙問わず）を「新聞マエストロ」こと小森谷徹が解説する。前口上は「小さな記事も大きくすれば、違った何かが見えてくるこだわり二畳シンブン!」また、曜日パートナーやコメンテーターが気になる記事（原寸大）を紹介する。「日本農業新聞」や「朝日小学生新聞」や地方紙なども取り上げられたこともある。なお、11:20頃に一旦「ローカル枠」を挿入する。また、このコーナーでは数々の「現物入手!」を行っている。のちに指示棒を使うようになった。
2007年11月8日と9日は、小森谷の遅い夏休みに伴い、ナビゲーターの木村が、いつも小森谷が着用している黄色のジャケットを着ながら代わりに進行した。また、木村がワイン好きであることから「新聞ソムリエ」という肩書きも付けられた。なお、オープニングで二畳シンブン運び入れる作業と、二畳シンブンをめくる作業は、木村ではなく番組男性スタッフが代わりに行う。
※1冒頭で必ず福澤は「11時をまわりました。『ピンポン!』のお時間です。」といいながら両手の人差し指を立てる（11時の「11」を示している）。
※2これは、福澤が「それでは、今日も元気に参りましょう。日本全国ご唱和ください」と言った後に、人差し指を伸ばして呼び鈴を押す仕草をしながら「ピ～ンポ～ン!」と全員でタイトルコールを行うもの。ある意味福澤が日本テレビ系ズームイン!!SUPERを担当していたときのエンディングに似ている。このタイトルコールは2007年4月18日（当時現職だった長崎市長が銃殺された翌日）と、オープニングで植木等が亡くなったことを扱った日、2007年6月6日（ゴルフの関東アマチュア選手権に於いて同番組スタッフによる過剰取材を番組冒頭で謝罪した）、2007年11月28日（香川県坂出市で起きた老女・幼女行方不明事件の犯人逮捕を報じた日）の放送分には割愛されている。この場合はオープニングのBGMだけ流れる。

### 11:30 ピンポン! 第2部
- 11:30 JNN NEWS

通称『ピンポン!NEWS』。ストレートニュース部分で、平日昼枠の全国ニュース扱い。
本番組休止時並びに短縮時は『JNN NEWS』として放送した。
見出し字テロップは、番組専用のテロップ使用
『きょう発』時代とは異なり、メイン番組となる『ピンポン!』のTBSアナウンサーが伝えたり、同一スタジオ内のニュースセットからではなく、Nスタジオから放送、OAサブもNサブに移る。ここから全国放送となる。
担当は長岡杏子、伊藤隆太（2008年10月から担当）（共にTBSアナウンサー）、ローカルニュース内「関東の天気」担当は森朗月曜日〜木曜日、増田雅昭金曜日（ウエザーマップ所属・気象予報士）。
この枠のみ字幕放送を実施。11:50頃からのローカルニュース枠に差し替わっても、OAサブがNサブなので音声自体はモノラルであったが、新聞等のテレビ番組欄や地上デジタル放送ではモノステレオ放送になっていた（一部系列局ではローカル枠がステレオ放送）。
初期は、ヘッドラインの後に総合司会の福澤が、客席から12時台に扱う内容を伝えてからNスタジオに振る形を取っていたが、2007年4月16日からは、ヘッドライン後ダイレクトにNスタジオに接続されている。また飛び乗り局向け挨拶も無かったが、2007年4月16日からは、長岡が「こんにちは、お昼のニュースです」という形に改まった。
11:50 - 11:55まではJNN各局よりローカルニュース・天気の時間帯。北海道放送・東北放送・テレビ山梨・静岡放送・中部日本放送・チューリップテレビ・毎日放送・中国放送では、本番組の全国ニュース枠と同じ見出し字デザインを当枠内ローカルニュースでも使用。その他地域の見出し字は各局独自デザインである（但し熊本放送では当枠内ローカルニュースにおいてもJNN定時全国ニュースと同一デザインの見出し字を使用。山陽放送では見出し字は使用していない）。
JNN NEWSのパートをもって飛び降りることが毎日放送（選抜高校野球準決勝・決勝）と中国放送（ひろしまフラワーフェスティバル開催時）の2局で行なわれている（その他の系列局では地元校が選抜高校野球決勝に進んだ場合のみ）。
- 11:55 - ：予告（10秒）・CM
- 11:57 - ：発生モノ（2007年9月17日から｢昼イチ!｣というタイトルが付く）

第2部は福澤の「こんにちは、○月○日のお昼時、皆さんいかがお過ごしでしょうか」という決まり文句で開始する。第2部からご覧いただく人向けの挨拶だが、これが実質飛び乗り局向けの挨拶にもなっている。
世の中の最大の関心事にVTRを通して迫る。ここからOAサブが再びDサブに戻り、番組終了までステレオ放送に。
9月17日から｢昼一番の関心事･昼イチ!｣というタイトルが付き､福澤がその日の内容を説明した後､内容が書かれたビデオテープをVTRに入れてスタートする（時々省略されることがある）。
- 12:20頃：特集

あらゆる話題に迫る特集。2007年以降金曜日は『和歌子・マツコのわがまま放題』という金曜日に出演している2人の食べ歩きや街巡りのようなロケの模様が流されている。
＜かつてのタイトル＞：なんでもピンポン!→ピンポン!NOW
- 12:30頃～ 素朴な疑問なんでも解決Q&A

その日扱う話題の1つを、移動式の黒板（もしくはホワイトボード）型にあつらえたフリップに質問・疑問をピックアップし、その疑問を解決していくという内容。ボードは両面あり、ボードを表面から裏面にひっくり返すのは福澤が行う。進行は安東弘樹（月曜日～水曜日、2008年4月から月曜日・火曜日）、山田愛里（木曜日・金曜日）→小川知子（水曜日～金曜日）。安東が福澤に代わって総合司会をする場合や、担当アナが夏休みなどの場合は、どちらかが1週間通しで進行する。
＜かつてのタイトル＞：「速報!ピンポン!カルタ」（10.2 - 10.16）→「速報!ピンポン!」（10.13 - 11.3）→「Pin Point」（11.6 - ?）
- 12:42頃 飛び込み夕刊

2007年12月頃から開始。小森谷と木村で進行し、福澤はコメンテーター席でコメンテーターと共にコメントする。かつての「こだわり二畳シンブン!・夕刊」が復活した形だが、新聞は二畳ではなく普通のサイズをフリップに貼り付けた状態。また、芸能ニュースの映像も流れる。合間には当日夜（金曜日なら週末夜）の番宣CMが流れる。
また2007年7月・8月は世界陸上選手権大阪大会PRの一環として、日本列島を縦断する「世界陸上たすきリレー」が行われた。TBSの新入男性アナ2人が全国を駆け巡りつつ、世界陸上にまつわるクイズを中継会場の市民とスタジオの出演者が挑戦。視聴者にも正解を記入すればその中継地のご当地名産品を贈呈する。
<かつてのタイトル>：「ニュース大事10（テン）!」
2007.4スタート。視聴者が昨日のニュースの中で、最も関心のある出来事を携帯電話で投票し、その順位を発表。その中から2人のコメンテーター（金曜の島崎和歌子は除く）が選ぶ出来事を紹介。重大ニュースやゲストトーク、特集などで時間が押してしまった場合はランキングのみ発表される。トップ10に加わっていない中で取り上げたいニュースがある場合は「大事10プラス」として別枠で紹介。10月頃からはランキングのみ紹介という日が多くなり、12月フェードアウトのように同コーナーは「飛び込み夕刊」に衣替えされたが、12月28日の年内最終放送では第2部まるまるを年間のニューストップ10を紹介した「ニュース大事10」特別編の放送をもって事実上同コーナーは終了した。
- 12:50頃  芸能ニュース1本 - 2本
- 12:58 エンドスポット

ここで、もう一度「ピ〜ンポ〜ン!」を行って番組を閉める。この後に『愛の劇場』の5秒予告(CM)が入る。
※10月9日から「二畳シンブン（こだわり二畳シンブン!と改称）」と「速報!ピンポン!カルタ（Pin Point!と改称）」の放送時間を入れ替えて放送されている。

## ネット局
- 前番組『きょう発プラス!』と同様に、第1部の11:00 - 11:30まではローカルセールス枠のため、TBSテレビ以外の通常時〇としていた局でも自主編成を行う等の関係から不定期で臨時に×に変更することがあった一方、通常時×としていた局でも非常事態等発生時や特別編成実施時を中心に臨時に〇に変更する場合があった。
- ネット状況について
  - 〇…同時フルネット
  - ×…非ネット
  - ※…キユーピー3分クッキング（CBCテレビ版）も別途放送。

| 放送対象地域  | 放送局                    | 系列    | 放送時間                 | 放送時間                 | 備考 |
| 放送対象地域  | 放送局                    | 系列    | 第1部 平日 11:00 - 11:30 | 第2部 平日 11:30 - 13:00 | 備考 |
| ------------- | ------------------------- | ------- | ------------------------ | ------------------------ | --- |
| 関東広域圏    | 東京放送（TBS）           | TBS系列 | 〇                       | 〇                       | - 【制作局】 - 10:50 - 11:00は『もうすぐピンポン!』も別途放送。 - 現:TBSテレビ                                                                                          |
| 山形県        | テレビユー山形（TUY）     | TBS系列 | 〇                       | 〇                       | - 2007年7月9日から第1部を〇に変更。この日は福澤が山形弁で挨拶をしている。                                                                                               |
| 近畿広域圏    | 毎日放送（MBS）           | TBS系列 | 〇                       | 〇                       | |
| 岡山県 香川県 | 山陽放送（RSK）           | TBS系列 | 〇                       | 〇                       | - 現:RSK山陽放送 |
| 広島県        | 中国放送（RCC）           | TBS系列 | 〇                       | 〇                       | |
| 山口県        | テレビ山口（tys）         | TBS系列 | 〇                       | 〇                       | |
| 高知県        | テレビ高知（KUTV）        | TBS系列 | 〇                       | 〇                       | |
| 福岡県        | RKB毎日放送（RKB）        | TBS系列 | 〇                       | 〇                       | |
| 北海道        | 北海道放送（HBC）※        | TBS系列 | ×                        | 〇                       | |
| 青森県        | 青森テレビ（ATV）         | TBS系列 | ×                        | 〇                       | |
| 岩手県        | IBC岩手放送（IBC）※       | TBS系列 | ×                        | 〇                       | |
| 宮城県        | 東北放送（TBC）※          | TBS系列 | ×                        | 〇                       | |
| 福島県        | テレビユー福島（TUF）※    | TBS系列 | ×                        | 〇                       | |
| 山梨県        | テレビ山梨（UTY）         | TBS系列 | ×                        | 〇                       | |
| 新潟県        | 新潟放送（BSN）※          | TBS系列 | ×                        | 〇                       | |
| 長野県        | 信越放送（SBC）※          | TBS系列 | ×                        | 〇                       | |
| 静岡県        | 静岡放送（SBS）※          | TBS系列 | ×                        | 〇                       | |
| 富山県        | チューリップテレビ（TUT） | TBS系列 | ×                        | 〇                       | |
| 石川県        | 北陸放送（MRO）※          | TBS系列 | ×                        | 〇                       | |
| 中京広域圏    | 中部日本放送（CBC）※      | TBS系列 | ×                        | 〇                       | - 現:CBCテレビ - 『3分クッキング』終了直後に、福澤が「CBCをご覧のみなさん、『ピンポン!』この後すぐ」と言う独自の5秒スポット（収録によるもの）が挿入されるようになった。 |
| 鳥取県 島根県 | 山陰放送（BSS）           | TBS系列 | ×                        | 〇                       | |
| 愛媛県        | あいテレビ（iTV）         | TBS系列 | ×                        | 〇                       | |
| 長崎県        | 長崎放送（NBC）           | TBS系列 | ×                        | 〇                       | |
| 熊本県        | 熊本放送（RKK）※          | TBS系列 | ×                        | 〇                       | |
| 大分県        | 大分放送 (OBS)※           | TBS系列 | ×                        | 〇                       | |
| 宮崎県        | 宮崎放送（MRT）※          | TBS系列 | ×                        | 〇                       | |
| 鹿児島県      | 南日本放送（MBC）         | TBS系列 | ×                        | 〇                       | |
| 沖縄県        | 琉球放送（RBC）※          | TBS系列 | ×                        | 〇                       | |

## 重大ニュース・特番放送時の対応
- 2007年3月13日 - 大阪伊丹発高知行きのANA1603便（ボンバルディア社製DHC8-Q400型機）が高知空港での着陸時に前輪が出ず、機長は緊急着陸を決断、その着陸の様子を緊急中継する「JNN報道特別番組」放送の為、10時48分頃よりJNN協定が適用された。その結果11:00からは協定適用のまま、ピンポン!の出演者も解説などに加わり同番組の枠内で中継放送は続けられ、結果的に「ピンポン!」は全局第1部から放送する形になった。従来第2部のみのネット局のうち、キユーピー3分クッキング（CBCテレビ製作）放送局では、JNN協定適用の為に番組自体が休止された。
- 2007年3月21日 - TBS系列特別番組放送のため、全局第2部のみの放送となった。ただし、TBSテレビは「もうすぐピンポン!」を30分繰り下げて放送した。
- 2007年7月16日 - 10:13頃に発生した新潟県中越沖地震関連のJNN報道特別番組のため、番組開始以来初の全面休止。ただ、11:30からの「JNN NEWS」のパートは通常通り（ヘッドラインが実施されたため）。
- 2008年3月20日 - TBS系列特別番組放送のため、全局第2部のみの放送となり、全編赤坂サカスから放送し、『イブニング・ファイブ』のメインキャスター三雲孝江が「こだわり二畳シンブン!」のコーナーにゲスト出演した。ただし、TBSテレビは「もうすぐピンポン!」を30分繰り下げて放送した。
- 2008年8月‐北京オリンピック中継のため、休止。ニュースコーナーは、「JNN NEWS」として、放送した。3月のWBCも同様。
- 2009年3月 -「ワールドベースボールクラシック」中継のため、第1部のみ放送。「JNN NEWS」は全局単独番組扱いで放送。

## 不祥事
- 2007年6月5日、関東アマチュア選手権ゴルフ大会へ出場するアマチュアゴルフ選手石川遼をめぐって、同選手の試合中の肉声を盗聴するために、外部プロダクションの男性ディレクターが同伴競技者に金銭の謝礼を持ちかけて小型マイクを装着するよう依頼したり、キャディーカートに小型マイクを仕掛けるよう関東ゴルフ連盟(KGA)へ依頼していたことが判明、いずれも断られていたことが発覚した。一連の報道を受けて、翌日の番組内で司会の福澤が「総合司会者は、番組の総合責任者でもあるため、その立場として責任を感じている」と涙ぐみながら謝罪した。この問題や同局の『イブニング・ファイブ』による無許可でのコース上空のヘリコプターによる飛行など一連のTBSの報道姿勢に対し、KGAは大会終了後の8日に文書で抗議。TBSは不適切な取材だったとして謝罪した。また、TBSの井上弘社長は「ばっかじゃないか。非常に腹立たしいし不愉快。（石川選手には）申し訳ない」と自社の不祥事に対して他人事のようなコメントを行った。この井上のコメントやTBS関係者の「金銭の謝礼を持ちかけたことは確認できない」とする不誠実な対応に対してKGA関係者は法的措置も検討していると明らかにしたが、後に和解。7月13日に番組の最後で「謝礼を持ちかけていたが、選手本人が断った」と問題の調査結果を公表した。→ヘリコプターの無許可飛行については「イブニング・ファイブ」の項目を参照。
- 2007年9月18日、前日の9月17日に放送された「どうなる年金Q&A」というコーナー内で、舛添要一厚生労働大臣（当時）に対し一方的に批判をし著しい不利益を被ったとして、同大臣が「公平な放送を明記した放送法に違反する行為で見過ごせない」とし、TBS側に対し文書で抗議し謝罪を要求した上で放送と人権等権利に関する委員会に申し立てを行う方針を示した（井上弘社長の定例会見によると〔複数回の〕シリーズの中でバランスを取るということで和解した）。また、同日コーナー内で「番組出演を舛添大臣に要請したが出演を拒否された」と司会者の福澤朗が発言したが、これは事実無根であることが発覚したためTBSは9月18日に訂正した[3]。
- 2008年12月12日の放送でトヨタ自動車の減益によって大幅な法人税減収が見込まれる愛知県田原市を「道路は穴が開いても放置」「河川は氾濫するかもしれない」「小中学校の耐震化工事ができなくなる」などと放送。そのような事実はないとの田原市側の抗議により同年12月27日に「取材不足」や「行き過ぎた表現」を認めた上で、番組プロデューサーが市に謝罪した。

## 出演者
※2006年11月頃に一度変更が見られたが、2007年1月からも再度変更が見られる。同年4月より「ピンポン!パートナー」を廃止した。

※2009年3月13日のストライキ時は木村・小川が出演しなかった。正午からの時限ストだったため、正午前のJNNニュースを担当する長岡・伊藤は予定通り出演した。

### 総合司会
- 福澤朗（元日本テレビアナウンサー）

2007年3月5日 - 9日、2008年2月4日 - 8日は福澤が休暇をとったため、安東が総合司会を代行した。

### アシスタント
- 木村郁美（当時TBSアナウンサー）

### 情報プレゼンター
※主として「素朴な疑問なんでも解決Q&A」進行
- 安東弘樹（月曜日・火曜日、当時TBSアナウンサー、2008年3月までは水曜日も担当）
- 山田愛里（木曜日・金曜日、当時TBSアナウンサー、2008年3月28日まで）
- 小川知子（水曜日 - 金曜日、当時TBSアナウンサー、2008年4月より山田の後任）

### コメンテーター

#### レギュラー
| 曜日 | 名前                                    |
| ---- | --------------------------------------- |
| 月曜 | 池上彰、麻木久仁子                      |
| 火曜 | ○大谷昭宏、八塩圭子                     |
| 水曜 | 宮崎哲弥、井筒和幸                      |
| 木曜 | 大澤孝征、○室井佑月                     |
| 金曜 | 内野雅一、島崎和歌子 マツコ・デラックス |

- ○印は、現在、後継番組「ひるおび!」コメンテーターでも出演。

#### 過去のコメンテーター
- アニマル浜口
- 石田衣良
- 熊谷真実
- 勝谷誠彦[4]
- 飯星景子

- デーブ・スペクター[5]
- 山田花子
- 安めぐみ
- 吉川美代子
- 二木啓孝

### 新聞マエストロ
- 小森谷徹
  - 休暇中は木村が代行。新聞をめくるのは力が要るためか男性スタッフが行う。
  - 後継番組『ひるおび!』も続投していたが、2022年3月までは原則第1部のみの出演。

### 全国ニュースゾーン（JNN NEWS）担当
- 長岡杏子[6]（当時TBSアナウンサー）

休暇時はTBSの女性アナウンサーが代行
- 駒田健吾（TBSアナウンサー、番組開始 - 2008年9月）

休暇時はTBSの男性アナウンサーが代行
- 伊藤隆太（TBSアナウンサー、2008年10月 - 2009年3月）
- 森朗[6]（気象予報士）月曜日～木曜日担当、2008年3月まで金曜日も出演
  - 伊藤と森は、後継番組『ひるおび!』内JNNニュースも担当する。但し、森は、原則関東ローカル枠のみ出演。
- 増田雅昭（気象予報士）2008年4月より金曜日担当

通常は関東ローカル天気を担当。台風・大雪などの際には全国ニュース枠や『ピンポン!』本編にも出演。
ニュースコーナーナレーション
- 鈴木順（水曜日以外、当時TBSアナウンサー）
- 秋沢淳子（水曜日のみ、当時TBSアナウンサー）

### 取材キャスター
- 浅葉彩（元テレビ信州アナウンサー、番組開始 - 2008年9月）
- 御影倫代（元長野放送アナウンサー、番組開始 - 2008年9月）
- 宮本裕子（元山梨放送アナウンサー、番組開始 - 2008年9月）
- 石黒新平（元東北放送・ニッポン放送アナウンサー、2008年10月 - 2009年3月）
- 山元香里（元福島テレビアナウンサー、2008年10月 - 2009年3月）

※この他、系列局アナウンサー・記者や番組取材ディレクターがリポートする場合もある。

### 「もうすぐピンポン!」内の「ショッピンポン!」担当
- 関戸めぐみ
- 島崎和歌子
- ほっしゃん。

## スタッフ

### ナレーター
- 服部潤
- 水島裕（水島が夏休みの場合は堀秀行が担当）
- 山本百合子
- 住友優子

### 番組終了時点
- 構成：橋克弘（月曜日）、光内章博（火曜日）、石川サトシ（水曜日）、中村益雄（木曜日）、河瀬淑之（金曜日）／高橋秀樹
- テクニカルマネージャー：金澤健一（技術局）
- テクニカルプロデューサー：寺尾昭彦（技術局）
- 照明：ティ・エル・シー
- 編集：東放制作
- テーマ曲：ゲイリー芦屋
- 選曲：ピンポン倶楽部
- タイムキーパー：上田みどり、飛田亜也
- 美術プロデューサー：笠松和明（アックス）
- 美術デザイン：アズマリツ（美術センター）
- 美術制作：五十川弘一（月曜日・金曜日）、安川毅（火曜日・木曜日）、鈴木直美（水曜日）
- 装置：尻無浜宏人、中村友明
- 特殊装置：佐藤政仁
- 生花装飾：伊東富之
- 電飾：清水久敏、佐々木勉
- 装飾：川原栄一
- コスチューム：東京衣裳
- スタイリスト：木村麻里子
- 持道具：京阪商会
- ヘアメイク：立沢恵子（アーツ）
- 新聞担当：渡邊尚、堀江剛
- アシスタントプロデューサー：平佐智子
- 公開事業：松元裕二
- 芸能デスク：船原とも子
- デスク：若菜絵美
- 飛び込み夕刊：豊田壮一（月曜日）、倉本拓（火曜日）、高橋一晃（水曜日）、山根孝之（木曜日）、広崎正隆（金曜日）
- ディレクター
  - （月曜日～金曜日）新美伯、近野裕樹
  - （月曜日）：関和正、飯田裕邦、徳丸裕、須藤美紀、永井博子、今田淳史、大東貴亮、山下貴幸／中山正広、加藤勉、武次裕、小野鉄博、佐々木千秋、土屋淳、上遠野泰介、加藤喬子
  - （火曜日）：福田滋固、竹本勝和、橋口泰広、萩原亮太郎、山田諭、斉藤睦、國生憲司、石山幸一／判沢勝己、木村幸一、清野喜玄、阪本千歳、佐藤英明、金井洋人、岩見裕道、對馬智史
  - （水曜日）：中山正広、加藤勉、土屋淳、小野鉄博、佐々木千秋、加藤喬子、犬童陽子／吉田宏昌、飯塚修、萩野谷真理、植松直子、野村亜矢子、山岡恭典
  - （木曜日）：判沢勝己、佐藤英明、清野喜玄、木村幸一、岩見裕道、對馬智史、阪本千歳、金井洋人／関和正、飯田裕邦、徳丸裕、永井博子、大東貴亮、須藤美紀、今田淳史、山下貴幸
  - （金曜日）：吉田宏昌、飯塚修、鵜沢幸生、花土昌紀、植松直子、萩野谷真理、野村亜矢子、山岡恭典／福田滋固、竹本勝和、石山幸一、萩原亮太郎、橋口泰広、斉藤睦、山田諭、國生憲司
- 曜日プロデューサー：山根孝之（月曜日）、広崎正隆（火曜日）、豊田壮一（水曜日）、倉本拓（木曜日）、高橋一晃（金曜日）
- プロデューサー：荒牧克久、増山賢
- 番組プロデューサー：中山佳子
- チーフプロデューサー：阿隅訓之
- 制作：藤原康延（2008年3月17日 - ）
- 制作協力：イースト
- 制作：TBSテレビ
- 製作著作：TBS

### 過去のスタッフ
- 構成：善入茂雄
- ブレーン：あべ
- テクニカルマネージャー：茨木芳樹（技術局）
- テクニカルプロデューサー：辻本直弘（技術局）
- 美術プロデューサー：相野道生（美術センター）
- 生花装飾：落合生嗣
- アシスタントプロデューサー：金丸尚志
- ディレクター：日野雅史、大西太郎、木村行誓、佐藤正樹、三脇えり奈、吉田智、金子友広
- チーフディレクター：王堂健一、進東泰典、山脇伸介、疋田智、長嶋永知
- プロデューサー：丸山拓、稲見亜矢、山添達也
- 番組プロデューサー：足立信一郎
- 制作：吉崎隆（ - 2008年3月14日）